# Eduardo Priggione
Eduardo Priggione, vollständiger Name Eduardo Alberto Priggione Presa, (* 23. März 1934 in Montevideo) ist ein ehemaliger uruguayischer Schwimmer. 
Priggione nahm mit der uruguayischen Mannschaft an den Panamerikanischen Spielen 1951 in Buenos Aires teil. Er gehörte zudem dem uruguayischen Aufgebot bei den Olympischen Sommerspielen 1952 in Helsinki an. Bei den Spielen in Finnland startete er sowohl über die 400-Meter- als auch über die 1500-Meter-Freistil-Strecke. Über die 400 Meter erreichte er am 28. Juli 1952 eine Zeit von 5:12,1 Minuten, schied jedoch in seinem vom Japaner Hironoshin Furuhashi gewonnenen Vorlauf als Vierter in der ersten Runde aus. Auch auf der 1500-Meter-Distanz nahm er drei Tage später die Hürde des ersten Vorlaufs nicht. Seine geschwommene Zeit von 21:11,9 Minuten reichte im langsamsten aller sechs Vorläufe nur zum siebten und damit letzten Platz.